# آدریانو خوزه داسیلوا
آدریانو خوزه داسیلوا (انگلیسی: Adriano José da Silva؛ زادهٔ ۲۵ سپتامبر ۱۹۷۴) بازیکن فوتبال اهل برزیل است.